# プレミアムオーディオカンパニーテクノロジーセンター

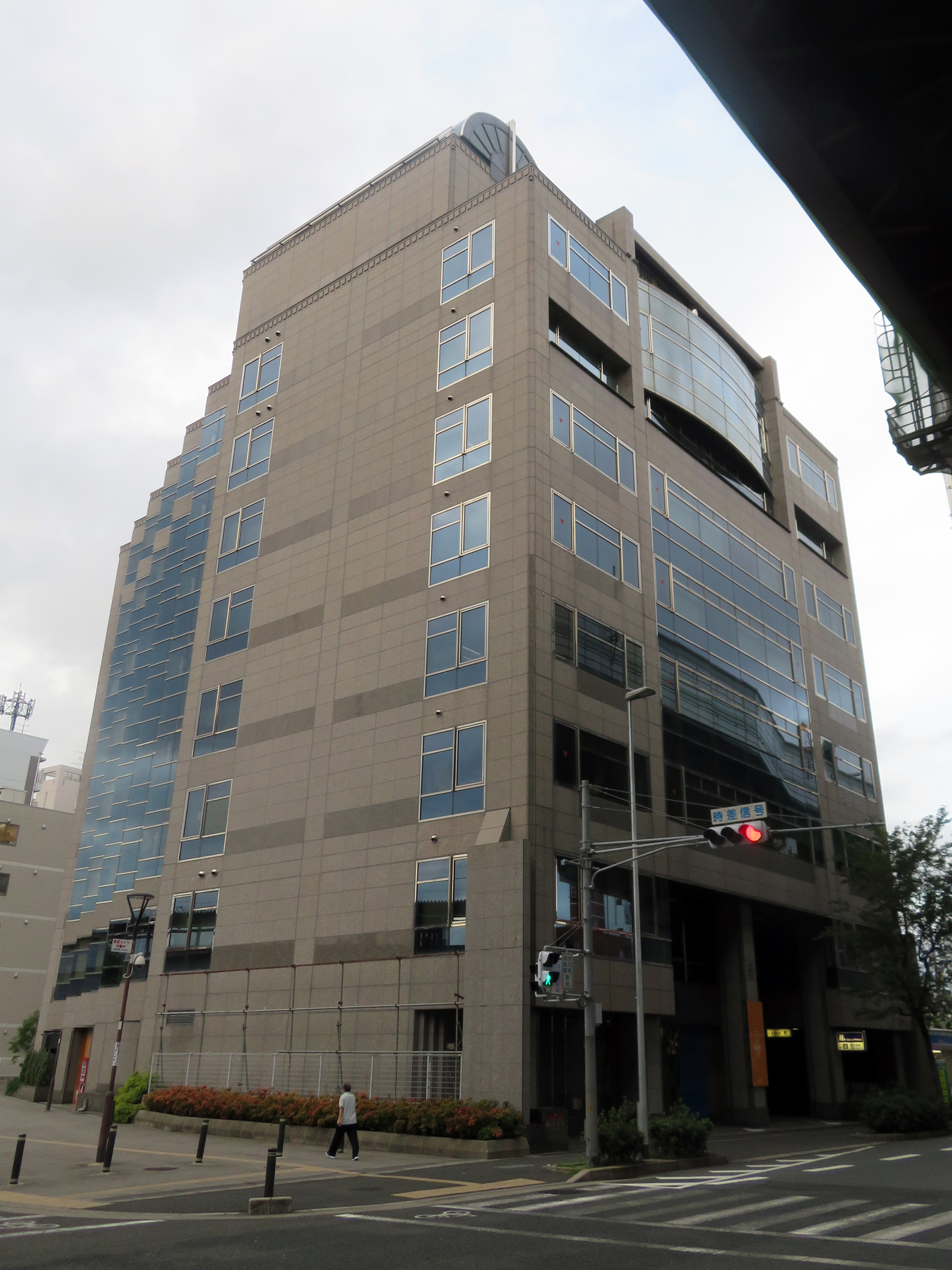
本社を置くルクスビル

プレミアムオーディオカンパニーテクノロジーセンター株式会社（英: Premium Audio Company Technology Center K.K.、略称：PACTC）は、大阪府東大阪市に本社を置く音響機器の開発設計企業。2023年（令和5年）11月29日までの旧法人名（≒社名）はオンキヨーテクノロジー株式会社（読みはオンキョーテクノロジー、英: Onkyo Technology, K.K.、略称：OTKK）であった。
アメリカのヴォックス・インターナショナルの子会社で、KlipschやJamoなどのオーディオブランドを擁するPremium Audio Company, LLC（PAC）と、シャープ株式会社の合弁会社である。

## 概要
ONKYOブランド・Integraブランド・Pioneerブランドのハイエンドユーザー向けホームシアター用高級AVアンプ・高級ホームオーディオ製品の開発設計を行なっている。
開発に特化した企業であり、かつてのオンキヨー、およびパイオニア（ホームAV機器部門）の技術者約80名を迎え入れている。
商品企画からPACTCが行っており、PACに製品を提案した後にアメリカの需要や市場動向も踏まえて最終的な仕様を決定し、それを基にPACTCが製品の開発設計をしている。PACから商品提案や開発依頼をされることもあるという。HDMIやソフトウェアなどPAC傘下のブランドと共通設計となっている箇所もあるが、音に関してはオンキヨーとパイオニアで個性を出すように指示されている。
自社工場を持たないため、生産はシャープ株式会社が出資しているマレーシアの工場（Sharp North Malaysia Sdn. Bhd.、略称：SNM）が担う。SNMは2021年6月まではシャープとオンキヨーホームエンターテイメント株式会社（2022年5月13日〈令和4年〉経営破綻）が共同出資していたことから両社製品の生産を長く請け負っており、オーディオ機器の生産に長けている。当時の名称はS&O Electronics（Malaysia）Sdn.Bhd.である。
日本ではティアック株式会社が販売代理店となっており、製品はティアックの直販サイトと高級AV製品を取り扱う一部の家電量販店で販売される。アフターサービスについてもティアックがサポートする。日本以外ではPACが販売とアフターサービスを担っている。
オンキヨーホームエンターテイメント株式会社やオンキヨー株式会社（3代目法人）との資本関係はないが、オンキヨーホームエンターテイメントの技術・設計部門の技術者も参加しており、戦後、オーディオの製造から始まったオンキヨーのDNAを色濃く受け継いだ会社である。

## 設立経緯
2021年5月、日本の音響メーカの一社であったオンキヨーホームエンターテイメントが経営難により、祖業であるホームAV事業をPremium Audio Company, LLC（以下PAC）とシャープ株式会社に売却することを決定した。
2021年9月、PACの親会社であるVOXX International Corporation（以下VOXX）とシャープ株式会社が合弁で設立するオンキヨーテクノロジー株式会社への事業譲渡が完了された。
PACは本事業譲渡において、オンキヨーホームエンターテイメントの映像・音響事業に関わるすべてのオンキヨーおよびインテグラの知的財産・商標を取得。
譲渡時点では日本国内での販売とアフターサービスについてはオンキヨーホームエンターテイメントの子会社のオンキヨーマーケティング株式会社が担うことになっていたが、資金難により2022年3月に破産手続を開始し、破産したため新たに2022年7月、ティアック株式会社と販売代理店契約を締結することとなった。

## 沿革
1946年（昭和21年）9月17日、かつて松下電器産業（以下松下電器、現・パナソニックホールディングス）で音響主任、検査課長、スピーカー製造工場の工場長を務め、そのノウハウを培って松下電器から独立した五代武が大阪電気音響社として創業・設立、翌1947年（昭和22年）に大阪音響に社名変更。コーン紙まで内作した自社製スピーカーを搭載したラジオを発売。他例は日本国内では三菱電機のダイヤトーンスピーカーと福音電機（現・パイオニア）のパイオニアダイナミックスピーカーのみである。このラジオは高価格ながらヒット商品になり、余勢を駆ってオーディオ機器やテレビ受像機の製造販売にも進出した。
1971年（昭和46年）9月、大阪音響株式会社がオンキヨー株式会社に社名変更。
1970年代以降、「RADIAN」「INTEC」「ZACCS」「INTEGRA」「LIVERPOOL」「ESSAY」などのコンポーネントを手掛ける。
1990年代以降、ホームシアター用AVレシーバーの生産に力を注ぐ。
2010年（平成22年）10月1日、持株会社・オンキヨー株式会社（2代目法人）を新たに設立。オンキヨー株式会社（初代法人）を子会社とする。
2010年（平成22年）12月1日、オンキヨー株式会社（初代法人）がオンキヨーサウンド&ビジョン株式会社に社名変更。
2012年（平成24年）7月、オンキヨーサウンド＆ビジョン株式会社が、設計部門を新設分割により設立したデジタル・アコースティック株式会社に承継した上で、持株会社・オンキヨー株式会社（2代目法人）に吸収合併され解散。
パイオニアブランド合流
2015年（平成27年）3月2日、オンキヨー株式会社がパイオニアの子会社であるパイオニアホームエレクトロニクス株式会社（PHE）の全株式を取得し、パイオニアグループのホームＡＶ事業、電話事業およびヘッドホン関連事業を統合。PHEは、国内販売ほかの一部事業を他の子会社に事業譲渡した上、オンキヨー&パイオニア株式会社（OPC）に商号変更。
その際、設計関連部門はデジタル・アコースティックへ譲渡され、デジタル・アコースティックはオンキヨー&パイオニアテクノロジー株式会社に商号変更。
2018年（平成30年）3月30日、オンキヨー&パイオニアテクノロジーの設計部門がオンキヨー株式会社（2代目法人）本体に移管される。
2019年（令和元年）5月15日、オンキヨー株式会社がホームAV事業の譲渡について、米Sound Unitedとその親会社のファンドと本格的に協議することで基本合意。
2019年6月、米Sound Unitedへの事業譲渡に向けてオンキヨー株式会社の設計部門をPHEの流れを汲むオンキヨー&パイオニア株式会社（OPC）に移管。
2019年（令和元年）10月4日、オンキヨー&パイオニア株式会社の米Sound Unitedへの事業譲渡が破談となる。
2020年（令和2年）2月21日、事業所を大阪市中央区から東大阪市へ移転。2月26日から東大阪市にて営業再開。
2020年（令和2年）10月1日、オンキヨー株式会社とオンキヨー&パイオニア株式会社が合併。社名をオンキヨーホームエンターテイメント株式会社（OHE）へと変更。ホームAV事業、デジタルライフ事業、ゲーミング事業を展開する。同時に、会社分割によりOEM事業のオンキヨーサウンド株式会社（ONS）とその他サービス事業のオンキヨー株式会社（3代目法人:ONK-3）が設立された（その後ONSは2022年3月28日に破産手続開始決定。ONK-3は2021年9月30日にMBOにより全株式を同社取締役の中島健城に譲渡しOHEから独立。）
2021年（令和3年）5月26日、オンキヨーホームエンターテイメントが、主力の家庭向けAV（音響・映像）事業をシャープと米音響機器メーカーのVOXXに売却することで合意。売却額は33億円。
2021年（令和3年）6月17日、VOXXとシャープが合弁会社・V and S Ventures株式会社を新規設立。
2021年（令和3年）8月13日、V and S Ventures株式会社がオンキヨーテクノロジー株式会社に商号変更。
2021年（令和3年）9月8日、オンキヨーテクノロジー株式会社へ、オンキヨーホームエンターテイメントから家庭向けAV事業（国内販売を除く）の譲渡が完了。
2022年（令和4年）7月、ティアック株式会社と販売代理店契約を締結。
2023年（令和5年）11月30日、プレミアムオーディオカンパニーテクノロジーセンター株式会社に商号変更。
2024年（令和6年）10月1日、オンキヨーブランドロゴを刷新（「ONKYO」 → 「O N K Y O」）。